# Хуррият
 Хуррият  — деревня в Ютазинском районе Татарстана. Входит в состав Ташкичуйского сельского поселения.

## География
Находится в юго-восточной части Татарстана на расстоянии приблизительно 12 км на северо-запад по прямой от районного центра поселка Уруссу.

## История
Основан в 1924 году.

## Население
Постоянных жителей было: в 1938 году — 152, в 1949—190, в 1958—144, в 1970—122, в 1979 — 93, в 1989 — 44, в 2002 году 27 (татары 96 %), в 2010 году 19.